# Galicyjska Kasa Oszczędności

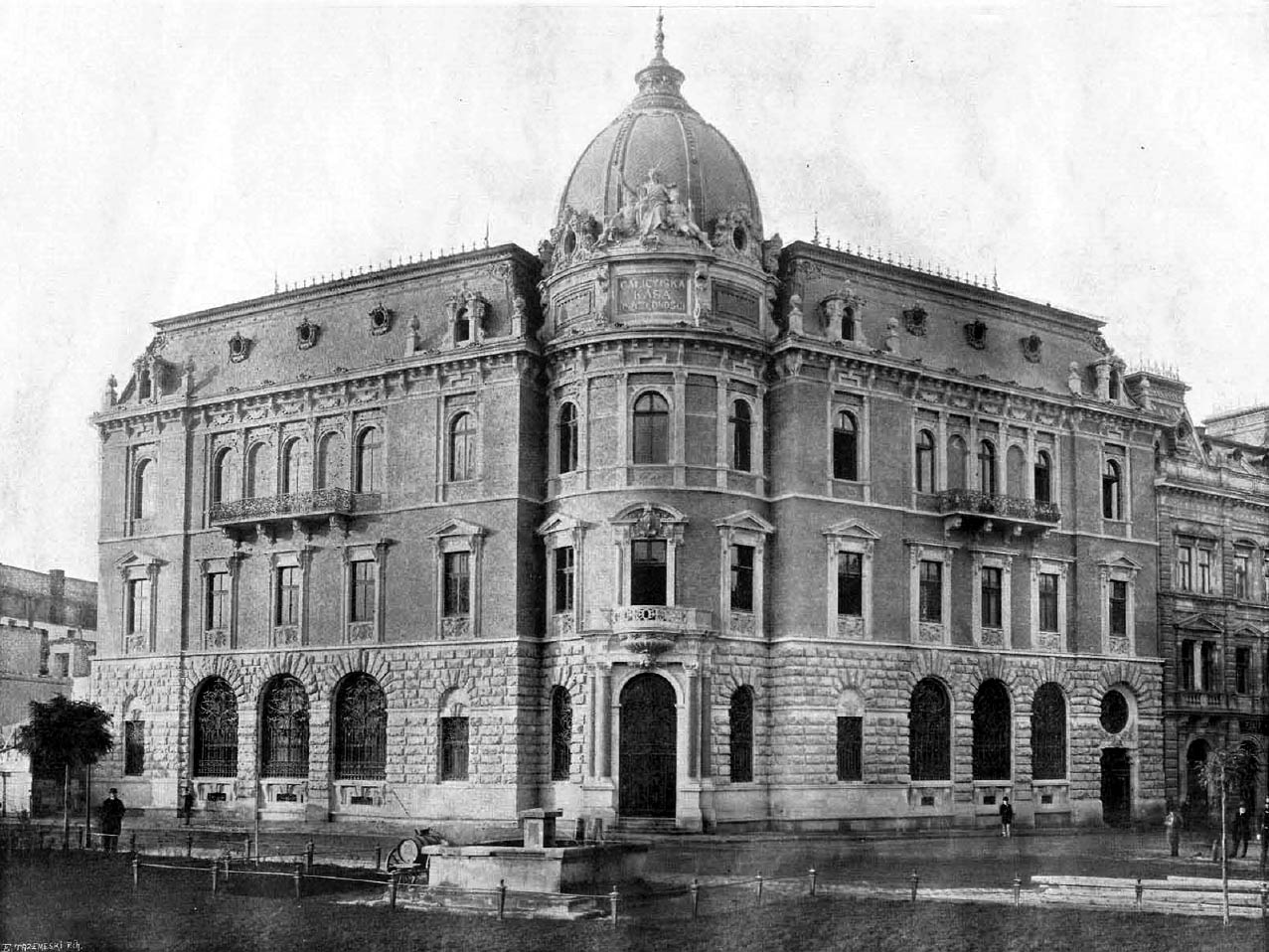
Budynek Galicyjskiej Kasy Oszczędności we Lwowie przed 1914 r.

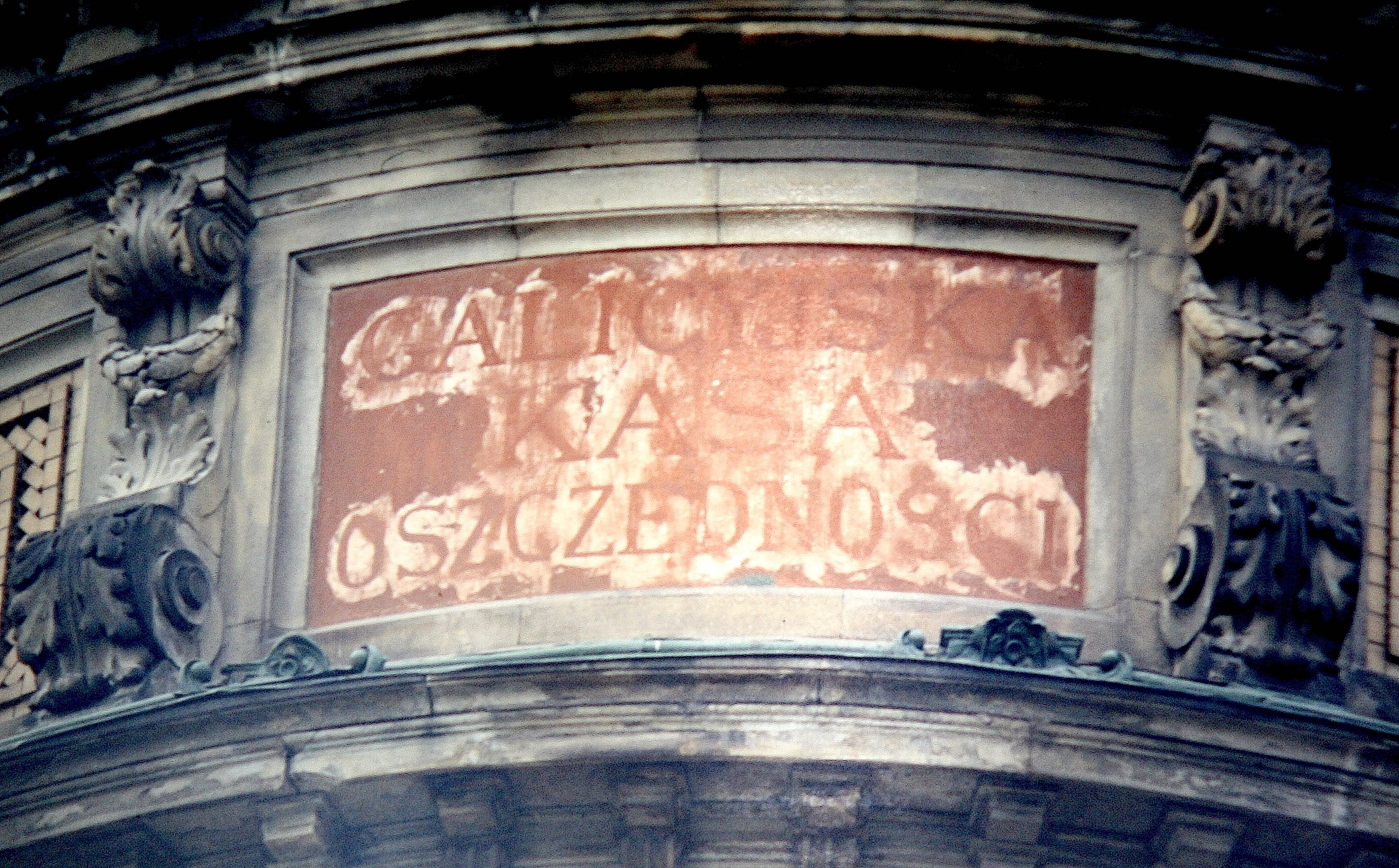
Napis odsłonięty w 1993 na budynku GKO we Lwowie

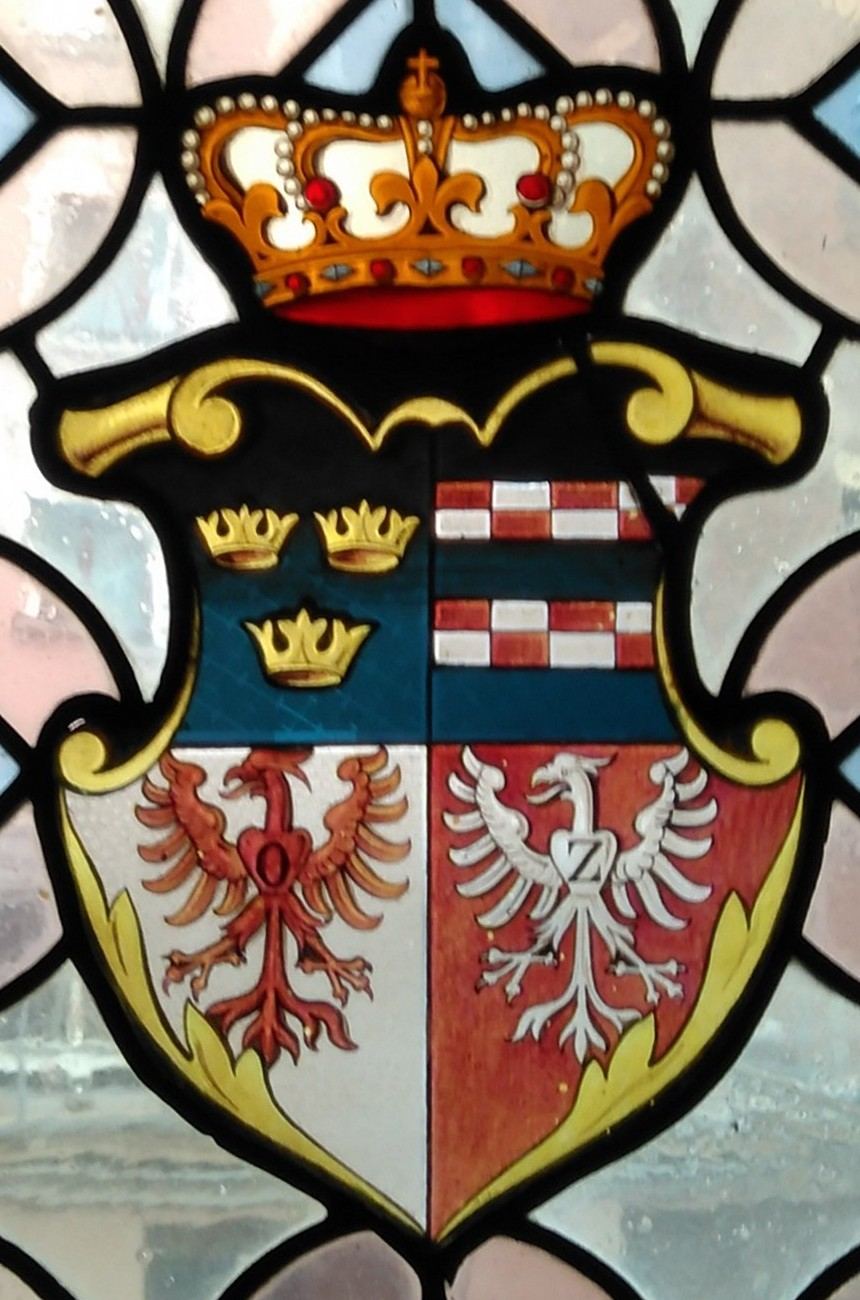
Fragment witraża z herbem Galicji z budynku GKO we Lwowie

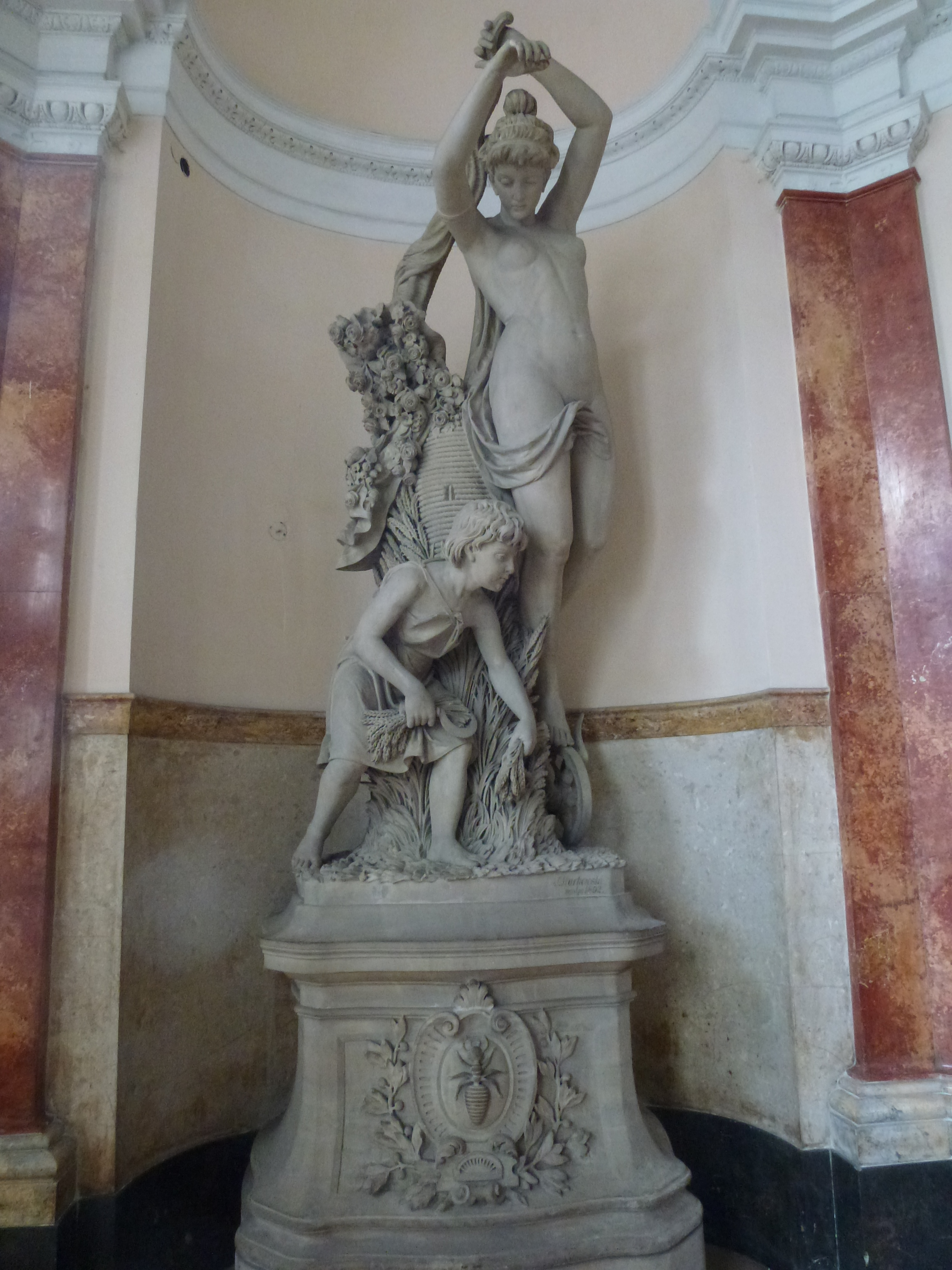
Lwów-Galicyjska Kasa Oszczędności. Rzeźba Juliana Markowskiego „Fortuna”

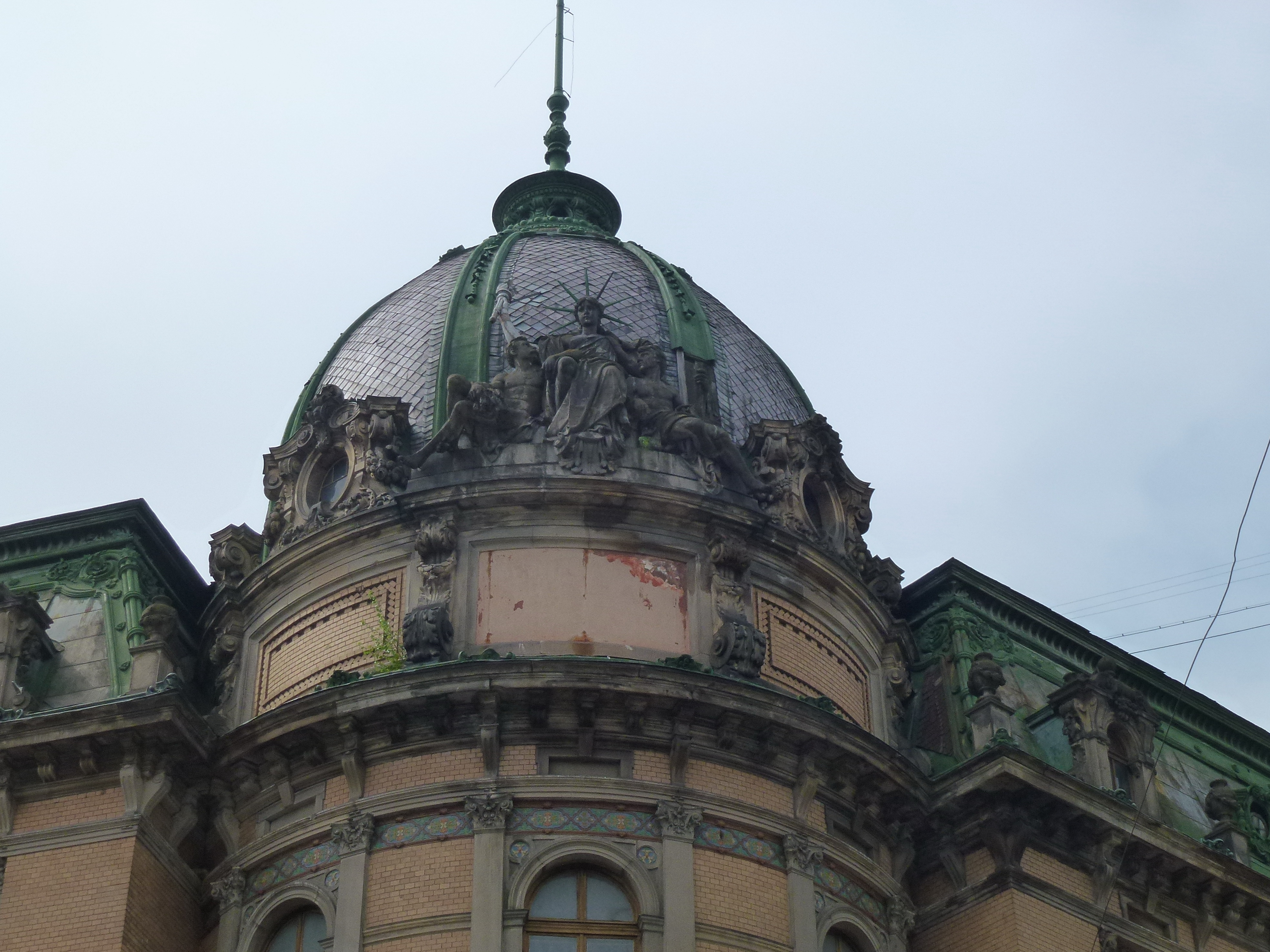
Alegoria „Oszczędność” Leonarda Marconiego na kopule gmachu Galicyjskiej Kasy Oszczędności we Lwowie

Galicyjska Kasa Oszczędności we Lwowie – spółdzielnia oszczędnościowo-kredytowa założona w 1844 we Lwowie, w 1938 przekształcona w Centralną Małopolską Kasę Oszczędności we Lwowie; kredytowała m.in. górnictwo ropy naftowej i przedsięwzięcia przemysłowe, dotowała polskie instytucje społeczne i kulturalne we wschodniej Galicji.

## Historia
Debatę nad założeniem we Lwowie kasy oszczędności zainicjował w październiku 1841 roku wicemarszałek galicyjskiego Sejmu Stanowego Tadeusz Chochlik-Wasilewski przedstawiając pierwszy projekt takiej instytucji. Ostatecznie 7 stycznia 1843 uchwałą Wydziału Stanów Galicyjskich powołano do życia Galicyjską Kasę Oszczędności, co zostało zatwierdzone dekretem cesarza Franciszka II w lipcu 1844. Niska dolna granica wkładów czyniła ją dostępną także dla mniej zamożnych osób. Wpłaty przyjmowano w gotówce lub papierach wartościowych. Od 1867 GKO znalazła się pod częściową kontrolą Wydziału Krajowego, a w 1899 galicyjski Sejm Krajowy udzielił jej gwarancji do wysokości wkładów, czyli do 150 mln koron. Kasa zajmowała się m.in. pożyczkami hipotecznymi pod zastaw ruchomości i papierów wartościowych. GKO finansowała także szczególnie na przełomie XIX i XX wieku przedsięwzięcia przemysłowe oraz w sektorze wydobycia ropy naftowej. GKO dysponując znacznymi kapitałami wspierała liczne przedsięwzięcia kulturalne we Lwowie: sfinansowała budowę gmachu Muzeum Przemysłowego, a w 1891 na pamiątkę 40-lecia panowania Franciszka Józefa I, które przypadło 3 lata wcześniej, sfinansowała budowę lwowskiej Szkoły Przemysłowej. Sukcesy lwowskiej Kasy spowodowały, że i w innych miastach Galicji zaczęły powstawać podobne instytucje, m.in. w Tarnowie (1862), Rzeszowie (1862) i Krakowie (1866) – w sumie do 1914 roku powstały 53 kasy. W 1902 z inicjatywy dyrektora GKO – Jana Kantego Steczkowskiego utworzono Związek Kas Oszczędności, w którym lwowska kasa była największa. Prezesami Związku byli kolejno Jan Kanty Steczkowski (1902–1905) i kolejny dyrektor GKO Ferdynand Kwiatkowski (1906–1923). W 1912 roku wkłady GKO wynosiły 98 mln koron wobec 324 mln w całej Galicji. Dzięki temu Kasa funkcjonowała także z powodzeniem w latach pierwszej wojny światowej.
Najtrudniejsze okazały się dla niej lata inflacji po zakończeniu I wojny światowej, jak większość instytucji finansowych, także GKO przeszła okres załamania. Wkłady GKO stopniały z równowartości 168 000 000 zł przed wybuchem wojny do równowartości jedynie 22 000 zł w końcu 1923. Galicyjska Kasa Oszczędności istniała do 1938, kiedy została wraz z innym bankiem (Ukraińską Szczadnycią) połączona w Centralną Małopolską Kasę Oszczędności.

## Władze Kasy
Kolejnymi prezesami w początkowej fazie rozwoju Towarzystwa zwanymi także Nad-kuratorami byli: hr. Alfred Potocki, od 1844 do 1851; ks. Karol Jabłonowski od 1851 do 1857; hr. Kazimierz Krasicki, od 1857 do 1882; hr. Włodzimierz Russocki, od 1883 do 1890; dr Antoni Małecki, od 1891. Wiceprezesami Towarzystwa byli: ks. Karol Jabłonowski, od 1844 do 1851; hr Kazimierz Badeni, od 1851 do 1854; hr. Kazimierz Krasicki, od 1855 do 1856; hr. Aleksander Fredro, od 1857 do 1869; Felicjan Laskowski,1869; dr Michał Tustanowski, od 1870 do 1876; hr. Włodzimierz Russocki, od 1876 do 1883; dr Antoni Małecki, od 1884 do 1891; dr Jan Czaykowski, od 1892.
Naczelnymi dyrektorami byli: Franciszek Kronauge de Kronwald (1844-1849), hr. Kazimierz Krasicki (1849-1854), dr Michał Gnoiński (1855-1860), Felicjan Laskowski (1861-1866), dr Marceli Tarnawiecki (1867-1886), dr Emanuel Roiński (1886-1890), Aleksander Jasiński, od 1891. Ich zastępcami byli: Stanisław Białobrzeski (1844-1847), hr. Kazimierz Krasicki (1848), dr Michał Gnoiński (1849-1855), dr Hieronim Wysłobodzki (1856), Felicjan Laskowski (1857-1861), dr Jan Czaykowski (1861-1868), Józef Pressen (1869-1871), dr Kornel Hofman (1872-1883), dr Emanuel Roiński (1884-1886), Aleksander Jasiński (1887-1891), dr Władysław Zajączkowski, od 1892, Franciszek Zima.

## Lwowska siedziba GKO
Do 1891 GKO miała siedzibę przy ul. Majerowskiej 2. W 1891 przeniesiono ją do nowo wybudowanego reprezentacyjnego budynku przy zbiegu ulic Jagiellońskiej i Karola Ludwika (w okresie międzywojennym ul. Legionów). Siedziba banku miała adres ul. Jagiellońska 1. Budynek GKO we Lwowie został wybudowany w latach 1889–1891 na miejscu dawnego Hotelu Angielskiego według projektu prof. Juliana Zachariewicza. Jest zwieńczony charakterystyczną kopułą z rzeźbą Leonarda Marconiego Oszczędność, mającą być alegorią postępu gospodarczego Galicji. Wnętrze budynku ozdobione jest dziełem J. Markowskiego Fortuna, reliefami z warsztatu Marconiego oraz wykonanymi w Innsbrucku witrażami zdobiącymi klatkę schodową. Ponadto dawna sala zebrań wyłożona jest dębową boazerią i ozdobiona płaskorzeźbionym fryzem St. Lewandowskiego Praca. W 1993, podczas remontu, na fasadzie byłego budynku GKO odkryto tablicę z napisem GALICYJSKA KASA OSZCZĘDNOŚCI (później zamalowanym). Obecnie dawny budynek GKO jest siedzibą Muzeum Etnografii i Przemysłu Artystycznego, przeniesioną tutaj w 1951 wraz ze zbiorami lwowskiego Muzeum Przemysłowego, powstałego w 1874.